# Joe Marsala
Joe Marsala (4 de enero de 1907 – 4 de marzo de 1978) fue un compositor y clarinetista de jazz estadounidense. Su hermano menor fue el trompetista Marty Marsala y su esposa, la arpísta de jazz Adele Girard.

## Biografía
En los años 20, Marsala comenzó su carrera profesional tocando la guitarra en los clubes de Chicago junto a Ben Pollack y Wingy Manone. Tras mudarse a Nueva York en los años 30, estuvo actuando y grabando con Manone. Como líder de su propia banda se rodeó de músicos como Buddy Rich, Shelly Manne, Dave Tough, el guitarrista Eddie Condon, el pianista Joe Bushkin, el trompetista Max Kaminsky, su propio hermano Marty Marsala, y su esposa Adele Girard. En 1948 dejó las actuaciones para dedicarse a la publicación de música.
En 1949 escribió el tema pop, "Don't Cry, Joe (Let Her Go, Let Her Go, Let Her Go)", grabado por Frank Sinatra. El tema de la canción llevó a sus amistades a pensar que el matrimonio de Marsala y Girard había terminado, sin embargo, la canción fue escrita pensando en los soldados que habían regresado a casa después de la Segunda Guerra Mundial para descubrir que sus novias se habían casado con otra persona. También escribió "And So to Sleep Again" junto Sunny Skylar, que fue grabada por Patti Page en 1951.
Marsala enseñó a tocar el clarinete a Bobby Gordon, hijo de Jack Gordon, de RCA Records. Marsala se convirtió en mentor de Gordon y produjo sus discos para el sello Decca, incluido "Warm and Sentimental" y "Young Man's Fancy". Arbors Records publicó Bobby Gordon Plays Joe Marsala, Lower Register in 2007 and The Bobby Gordon Quartet Featuring Adele Girard Marsala, Don't Let It End, que presentó la última sesión de Adele para Arbors en 1992.
De acuerdo con su esposa, Marsala padecía una alergia al níquel y tenía una erupción en las manos debido a las teclas niqueladas del clarinete. Padecía además colitis, lo que le mantuvo alejado del alcohol durante mucho tiempo. Marsala falleció de cáncer en Santa Bárbara (California) a la edad de 71 años.